# Sedegliano
Sedegliano (Sedean in friulano) è un comune italiano di 3 689 abitanti del Friuli-Venezia Giulia.

## Storia

### Simboli
Lo stemma e il gonfalone sono stati concessi con regio decreto del 6 ottobre 1927.
Il gonfalone è un drappo interzato in palo di azzurro, di bianco e di azzurro.

## Monumenti e luoghi d'interesse
- Chiesa di Sant'Antonio Abate nel capoluogo
- Chiesa di San Martino Vescovo a Turrida
- Redenzicco, chiesetta di San Giovanni Battista, con interessanti affreschi del 1300

## Società

### Evoluzione demografica
Abitanti censiti

### Lingue e dialetti
A Sedegliano, accanto alla lingua italiana, la popolazione utilizza la lingua friulana. Ai sensi della Deliberazione n. 2680 del 3 agosto 2001 della Giunta della Regione autonoma Friuli-Venezia Giulia, il Comune è inserito nell'ambito territoriale di tutela della lingua friulana ai fini della applicazione della legge 482/99, della legge regionale 15/96 e della legge regionale 29/2007.
La lingua friulana che si parla a Sedegliano rientra fra le varianti appartenenti al friulano centro-orientale.

### Istituzioni, enti e associazioni
- Associazione culturale e musicale "Armonie", di cui fanno parte varie formazioni tra cori, banda, big band ed altre formazioni ed ensemble, 1º posto al Concorso bandistico nazionale Città di Cascina.

## Cultura

### Eventi
A Sedegliano si teneva annualmente il Carneval da l'Orcul, una sfilata di carri allegorici, gruppi mascherati ed animazione a tema con oltre 1500 figuranti molto conosciuta nel Triveneto che si svolgeva nelle vie del paese e nella grande piazza centrale.
Nella frazione di Coderno nacque padre David Maria Turoldo, poeta, antifascista e teologo.